# 月桂山兵營
月桂山兵營位於西維吉尼亞州的貝林頓市，是為南北戰爭期間邦聯軍隊的一座堡壘，用來保護帕克斯堡（Parkersburg）和斯湯頓（Staunton）這兩城市。1861年6月3日南軍於腓立比之役大敗後被北軍緊追不捨，他們有的一直逃至月桂山兵營，北軍才掉頭。